# Rubrédoxine

Géométrie du site actif d'une rubrédoxine.

Une rubrédoxine est une protéine de faible poids moléculaire intervenant dans le métabolisme des bactéries et des archées utilisant le soufre comme accepteur d'électrons. On les classe parfois parmi les protéines fer-soufre bien qu'elles ne contiennent pas à proprement parler de cluster fer-soufre avec des anions sulfure S2−, de sorte qu'on les note dans ce cas comme protéines [1Fe-0S] ou Fe1S0 par extrapolation de la nomenclature des protéines Fe-S. Elles réalisent des transferts d'électrons dans les systèmes biologiques, tout comme les cytochromes, les ferrédoxines et les protéines de Rieske.
Les rubrédoxines ont une structure secondaire comprenant deux hélices α et deux ou trois feuillets β, le site actif contenant un cation de fer coordonné à quatre atomes de soufre appartenant aux groupes thiol de quatre résidus cystéine, selon une géométrie assez proche d'un tétraèdre régulier.
Lors du transfert de l'électron, le cation de fer oscille entre les états d'oxydation +2 (ferreux) et +3 (ferrique). Le potentiel d'oxydo-réduction de ce couple redox est compris typiquement entre −50 et 50 mV. Son état d'oxydation peut être déterminé à l'œil nu dans la mesure où une rubrédoxine oxydée (avec un cation Fe3+) est rouge tandis qu'elle est incolore à l'état réduit (avec un cation Fe2+, car les transferts de charge entre le cation et les ligands donnent lieu à une émission dans l'infrarouge, invisible à l'œil nu).